# Striocadulus
Striocadulus is een geslacht van tandschelpen uit de  familie van de Gadilidae.

## Soorten
- Striocadulus albicomatus (Dall, 1890)
- Striocadulus delli (Marwick, 1965) †
- Striocadulus ludbrookae Scarabino, 1995
- Striocadulus magdalenensis Gracia & Ardilla, 2009
- Striocadulus prosperus (Marwick, 1931) †
- Striocadulus pulcherrimus (Boissevain, 1906)
- Striocadulus sagei Scarabino, 1995